# Chrysocraspeda olearia
Chrysocraspeda olearia är en fjärilsart som beskrevs av Achille Guenée 1857. Chrysocraspeda olearia ingår i släktet Chrysocraspeda och familjen mätare. Inga underarter finns listade i Catalogue of Life.